# Боказете (Ровиго)
Боказете је насеље у Италији у округу Ровиго, региону Венето.
Према процени из 2011. у насељу је живело 282 становника. Насеље се налази на надморској висини од -3 м.